# Persone di nome Carl/Calciatori
| Questa pagina contiene informazioni ricavate automaticamente dalle voci biografiche con l'ausilio del template Bio e di un bot. L'aggiornamento è periodico e automatico e ricostruisce completamente la pagina. Se manca una persona in questa lista, sei pregato di non aggiungerla, ma accertati piuttosto che la sua voce biografica contenga il template Bio e che i dati anagrafici siano correttamente compilati. Se il template Bio manca, inseriscilo tu stesso o, in alternativa, metti l'avviso {{tmp\|Bio}} che ne segnala la mancanza. Se i dati riportati sono sbagliati, correggi direttamente la voce biografica; le modifiche saranno visibili in questa lista entro pochi giorni. Per chiarimenti vedi il progetto antroponimi. La lista contiene solo le 56 persone che sono citate nell'enciclopedia e per le quali è stato implementato correttamente il template Bio. Pagina aggiornata al 22 lug 2025. |

Questa è una lista di persone presenti nell'enciclopedia che hanno il nome Carl e sono calciatori.

## A(4)
- Adam Andersson, calciatore svedese (Göteborg, n. 1996)
- Marcus Antonsson, calciatore svedese (Unnaryd, n. 1991)
- Karl Arbenz, calciatore svizzero (Birmingham, n. 1884)
- Carl Asaba, ex calciatore inglese (Westminster, n. 1973)

## B(3)
- Carl Beeston, ex calciatore inglese (Stoke-on-Trent, n. 1962)
- Carl Bertelsen, calciatore danese (Haderslev, n. 1937 - † 2019)
- Carl Björk, calciatore svedese (Umeå, n. 2000)

## C(2)
- Carl Emil Christiansen, calciatore danese (Esbjerg, n. 1937 - Esbjerg, † 2018)
- Carl Cort, ex calciatore inglese (Southwark, n. 1977)

## F(2)
- Carl Finnigan, ex calciatore inglese (Jarrow, n. 1986)
- Carl Fletcher, ex calciatore canadese (Plymouth, n. 1971)

## G(2)
- Carl Gentile, ex calciatore statunitense (Saint Louis, n. 1943)
- Carl Gustafsson, calciatore svedese (n. 2000)

## H(6)
- Carl Hansen, calciatore danese (Copenaghen, n. 1898 - Barra do Piraí, † 1978)
- Petter Hansson, ex calciatore svedese (Söderhamn, n. 1976)
- Carl Hartmann, calciatore tedesco (Potsdam, n. 1903 - † 1943)
- Adam Hellborg, calciatore svedese (n. 1998)
- Benjamin Hjertstrand, calciatore svedese (n. 1994)
- Carl Hopprich, calciatore seychellese (n. 1996)

## I(1)
- Carl Ikeme, ex calciatore inglese (Sutton Coldfield, n. 1986)

## J(4)
- Carl Jamissen, calciatore norvegese (n. 1910 - † 1990)
- Carl Jenkinson, calciatore finlandese (Harlow, n. 1992)
- Carl Johansson, calciatore svedese (Lund, n. 1994)
- Carl Johnson, calciatore statunitense (Gävle, n. 1892 - Tampa, † 1970)

## K(1)
- Karel Kužel, calciatore cecoslovacco (Vienna, n. 1899 - Vienna, † 1952)

## L(4)
- Elliot Käck, ex calciatore svedese (Stoccolma, n. 1989)
- Jordan Larsson, calciatore svedese (Rotterdam, n. 1997)
- Oscar Lewicki, calciatore svedese (Malmö, n. 1992)
- Mikael Lustig, ex calciatore svedese (Umeå, n. 1986)

## M(3)
- Otto Martler, ex calciatore svedese (Ronneby, n. 1987)
- Carl McHugh, calciatore irlandese (Lettermacaward, n. 1993)
- Carl Medjani, ex calciatore algerino (Lione, n. 1985)

## N(1)
- Viktor Noring, ex calciatore svedese (Malmö, n. 1991)

## O(2)
- Wilmer Odefalk, calciatore svedese (Täby, n. 2004)
- Johan Oremo, calciatore svedese (Söderhamn, n. 1986)

## P(3)
- Carl Pedersen, calciatore norvegese (Porsgrunn, n. 1891 - Porsgrunn, † 1964)
- Isak Pettersson, calciatore svedese (n. 1997)
- Carl Poppe, calciatore norvegese (n. 1894 - † 1940)

## R(2)
- Carl Riegel, calciatore tedesco (n. 1897 - † 1970)
- Carl Rose, ex calciatore inglese (Londra, n. 1952)

## S(8)
- Carl Fred Sainté, calciatore haitiano (Grand-Goâve, n. 2002)
- Carl Saunders, ex calciatore inglese (Birmingham, n. 1964)
- Carl Shutt, ex calciatore inglese (Sheffield, n. 1961)
- Filip Sidklev, calciatore svedese (Stoccolma, n. 2005)
- Pontus Silfwer, ex calciatore svedese (Sundsvall, n. 1991)
- Kareem Smith, calciatore trinidadiano (Boston, n. 1985)
- Carl Starfelt, calciatore svedese (Stoccolma, n. 1995)
- Jesper Svensson, ex calciatore svedese (Jönköping, n. 1990)

## T(1)
- Carl Tremarco, ex calciatore inglese (Liverpool, n. 1985)

## V(1)
- Carl Valeri, ex calciatore australiano (Canberra, n. 1984)

## W(3)
- Calle Wede, ex calciatore svedese (Fagersta, n. 1990)
- Carl Wilson, calciatore inglese (Consett, n. 1940 - Durham, † 2019)
- Carl Winchester, calciatore nordirlandese (Belfast, n. 1993)

## Z(2)
- Oliver Zandén, calciatore svedese (Alingsås, n. 2001)
- Carl Zörner, calciatore tedesco (Neunkirchen, n. 1895 - † 1941)

## Ö(1)
- Ludvig Öhman, calciatore svedese (Umeå, n. 1991)